# Drumcondra FC
El Drumcondra F.C. va ser un antic club de futbol irlandès de la ciutat de Dublín.

## Història
El Drumcondra va ser escollit per participar en la lliga irlandesa el 1928 i jugà la màxima competició del país les següents 44 temporades, on assolí 5 campionats. El seu estadi era Tolka Park. El 1972 desaparegué en fusionar-se amb el Home Farm F.C.

## Palmarès
- Lliga irlandesa de futbol: 5
  - 1948, 1949, 1958, 1961, 1965
- Copa irlandesa de futbol: 5
  - 1927, 1943, 1946, 1954, 1957
- FAI Intermediate Cup: 1
  - 1927

## Posicions finals a la lliga
| - 1928-29 - 4 - 1929-30 - 7 - 1930-31 - 11 - 1931-32 - 9 - 1932-33 - 10 - 1933-34 - 7 - 1934-35 - 9 - 1935-36 - 9 - 1936-37 - 6 - 1937-38 - 12 - 1938-39 - 8 |  | - 1939-40 - 6 - 1940-41 - 6 - 1941-42 - 9 - 1942-43 - 3 - 1943-44 - 6 - 1944-45 - 4 - 1945-46 - 2 - 1946-47 - 2 - 1947-48 - 1 - 1948-49 - 1 - 1949-50 - 2 |  | - 1950-51 - 3 - 1951-52 - 6 - 1952-53 - 2 - 1953-54 - 3 - 1954-55 - 6 - 1955-56 - 8 - 1956-57 - 2 - 1957-58 - 1 - 1958-59 - 5 - 1959-60 - 9 - 1960-61 - 1 |  | - 1961-62 - 7 - 1962-63 - 3 - 1963-64 - 8 - 1964-65 - 1 - 1965-66 - 7 - 1966-67 - 8 - 1967-68 - 7 - 1968-69 - 9 - 1969-70 - 14 - 1970-71 - 14 - 1971-72 - 12 |

## Jugadors destacats
- Fran Brennan
- Eoin Hand
- Peter Kavanagh
- Alan Kelly
- Con Martin
- Tommy Donnelly

## Entrenadors destacats
- Billy Behan